# Casey Phair
Pour les articles homonymes, voir Phair.
Casey Phair, née le 29 juin 2007 en Corée du Sud, est une footballeuse internationale sud-coréenne. À l'âge de 16 ans, elle devient la première footballeuse (hommes et femmes confondus) multiculturelle nommée dans une équipe nationale senior sud-coréenne,.

## Biographie
Casey Phair est née en Corée du Sud d'un père américain et d'une mère sud-coréenne,. Vivant dans le township de Warren, dans le New Jersey, elle joue au football (soccer) pour la Pingry School et se forme à la Players Development Academy (PDA) dans le New Jersey,,.

### En sélection
Phair joue pour l'équipe de Corée du Sud féminine des moins de 17 ans avant d'être appelée dans l'équipe senior féminine pour la Coupe du monde 2023. Elle aide l'équipe des moins de 17 ans à se qualifier pour la Coupe d'Asie féminine U-17 de l'AFC 2024, marquant deux buts contre le Tadjikistan et trois buts contre Hong Kong.